# رالیچوو
رالیچوو (به بلغاری: Ralichevo) یک منطقهٔ مسکونی در بلغارستان است که در شهرستان کروموفگراد واقع شده‌است.